# Parcul Național Magurski
Parcul Național Magurski (în poloneză: Magurski Park Narodowy) este o arie protejată de interes național ce corespunde categoriei a II- IUCN (parc național) situată în Polonia, în limita teritorială a voievodatelor Polonia Mică și Subcarpatia.

## Localizare
Aria naturală cu o suprafață de 194, 39 se întinde în extremitatea sudică a țării, pe teritoriul estic al voievodatului Polonia Mică și cel vestic al voievodatului Subcarpatia, în apropierea graniței cu Slovacia. Parcul acoperă bazinul superior al râului Wisłoka.

## Descriere
Parcul Național Magurski a fost înființat în anul 1995 și reprezintă o zonă cu vârfuri împădurite (Vârful Wątkowa 847 m, Vârful Măgura 842 m. Vârful Wielka Góra 719 m, ce aparțin grupării montane Beskidy), cursuri de apă (râul Wisłoka cu afluenții săi), formațiuni geologice (Pietrele Kornuty), turbării, pajiști și pășuni, ce adăpostesc o mare varietate de floră și faună specifică lanțului carpatic.

## Biodiversitate

### Floră
Flora este una diversificată și constituită din mai multe specii arboricole și ierboase. Printre elementele arboricole sunt întâlnite specii de: brad (Abies), molid (Picea abies l.), pin (Pinus L.), tei (Tilio), carpen (Carpinus betulus) sau  frasin (Fraxinus). Arbusti cu specii de: răsură sau trandafir de câmp (Rosa gallica), drăcilă (Berberis vulgaris)
La nivelul ierburilor vegetează peste 500 de specii de: plante vasculare (viorea (Scilla bifolia), creasta cocoșului (Polystrichum braunii), crin de pădure (Lilium martagon), leurdă (Allium ursinum), brândușă de toamnă (Colchicum autumnale) sau lopățea (Lunaria rediviva), dintre care unele foarte rare.  

### Faună

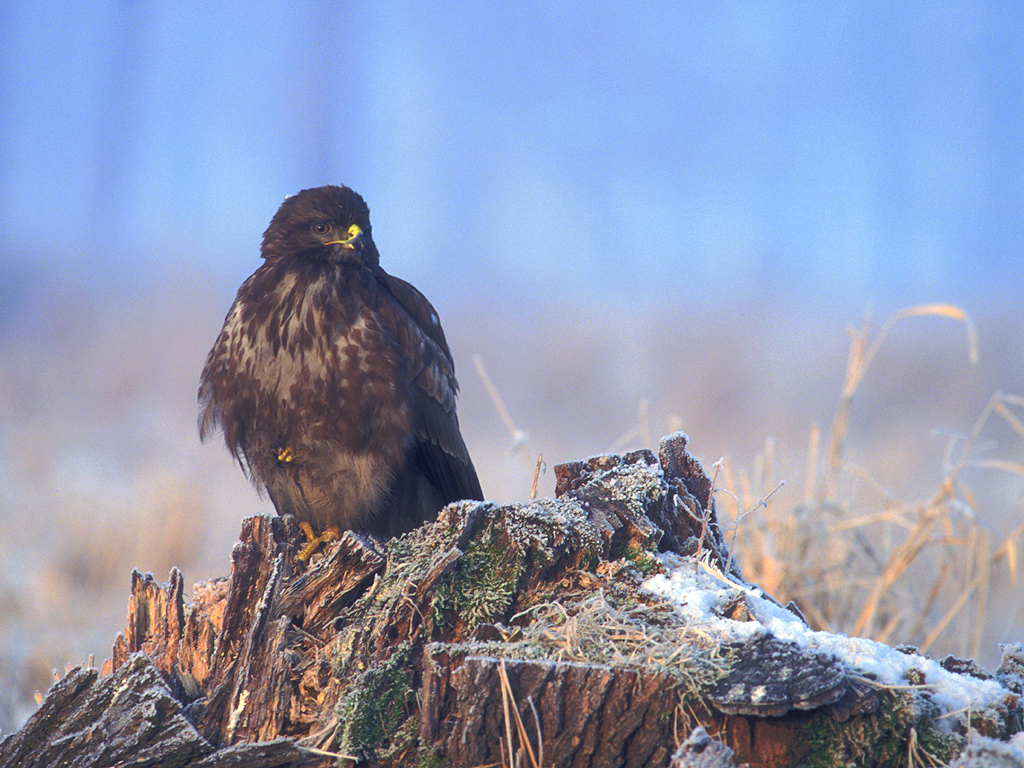
Șorecar comun (Buteo buteo)

Fauna este reprezentată prin mai multe specii de mamifere, păsări, pești și reptile.
Mamifere cu specii de: urs brun (Ursus arctos), elan (Alces alces), lup cenușiu (Canis lupus), pisică sălbatică (Felis silvestris), râs eurasiatic (Lynx lynx), castor (Castor fiber), vidră de râu (Lutra lutra) sau lilieci.
Păsări: șorecar comun (Buteo buteo), uliu păsărar (Accipiter nisus), acvilă de munte (Aquila chrysaetos), acvilă țipătoare mică (Aquila pomarina), barză neagră (Ciconia nigra) sau viespar (Pernis apivorus).
Pești (clean, păstrăv, plevușcă),  reptile, broaște și amfibieni (năpârcă, vipera berus, broască cu burtă verde, salamandră). 